# Ochranovský sbor při Českobratrské církvi evangelické v Praze
Farní sbor Českobratrské církve evangelické v Praze je sborem Českobratrské církve evangelické v Praze. Sbor spadá pod Ochranovský seniorát.
Farářkou sboru je Eva Šormová a kurátorem sboru Filip Lehovec.
Sbor našel přechodné zázemí v kapli domova Sue Ryder v pražské Michli. Roku 2014 byl odhlasován projekt tzv. Milíčovy kaple v Malešicích. 

## Faráři sboru
- Eugen Albert Edmund Schmidt (před rokem 1902 jako správce sboru v Dubé)

Od roku 1902, kdy došlo k ustavení samostatného sboru:
- Václav Betka (1902-1908)
- Theophilus Reichel (1908-1916)
- Jindřich Schiller (1916-1930)
- Otto B. Mikuláštík (1930-1932)
- Bohumil Vančura (1932-1939)
- Jindřich Schiller (1943-1945)
- Bohumil Vančura (1945-1947; po návratu z exilu)
- Karel V. Pavlinec (1948-1949)
- Jindřich Halama senior (1949-1956)
- Karel Reichel (1956-1968)
- Adolf Ulrich (1968-1977)
- Irena Kuželová (1977-1993; již od roku 1969 jako pomocný kazatel)
- Bohumil Kejř (1994-2006)
- Eva Šormová (od 2007)